# Casa Sobirà (Sort)
La Casa Sobirà és una casa d'Altron al municipi de Sort (Pallars Sobirà) inclosa a l'Inventari del Patrimoni Arquitectònic de Catalunya.

## Descripció
Gran casa pairal, situada al bell mig del poble i constituïda per diverses edificacions envoltant un gran pati que es comunica amb el Carrer Major mitjançant un portal d'arc de mig punt. El cos principal de la casa, es troba a mà esquerre segons s'entra en el pati. Es tracta d'un edifici de planta aproximadament rectangular, molt allargada, que consta de planta baixa en la qual s'obre la porta principal d'arc de mig punt, el pis noble i unes golfes directament situades sota el llosat de la licorella que cobreix l'edifici a tres aigües. La façana que dona al pati és de pedra cista sense desbastar. En aquesta s'obren poques obertures, llevat de l'esmentada porta, en canvi, a la façana oposada, orientada a migdia, i amb vistes sobre els horts que envolten el poble, tant a la planta baixa com al primer pis s'obren nombroses i amples finestres i balcons.

## Història
Casa Sobirà ha estat una casa senyorial de gran renom a tot el Pallars des de temps molt antics, en què els seus membres intervingueren de forma decisiva en la història.
A l'interior es conserven mobles, objectes i documents antics.